# ایستلا
ایستلا (به اسپانیایی: Istalla) یک کوه در پرو است که در پرو واقع شده‌است. ایستلا ۵٬۴۰۰ متر بالاتر از سطح دریا واقع شده‌است.